# Hypogastrura ubsunurensis
Hypogastrura ubsunurensis är en urinsektsart som beskrevs av Babenko 1999. Hypogastrura ubsunurensis ingår i släktet Hypogastrura och familjen Hypogastruridae. Inga underarter finns listade i Catalogue of Life.